# Храми Чернігова
Чернігів одне з найстаріших міст України та Європи, з 1300-річною історією. Лише невелика частина храмів минулих століть дійшла до наших днів.
Чернігів відомий серед туристів перш за все своїми пам'ятками часів Київської Русі і Чернігівського князівства. В Чернігові розташовуються третина Східноєвропейських пам'яток архітектури домонгольського періоду:
- Спасо-Преображенський собор (XI ст.);
- Борисоглібський собор (XII ст.);
- Успенський собор Єлецького монастиря (XII ст);
- Іллінська церква (XII ст.);
- П'ятницька церква (XII ст. — XIII ст.).
- Антонієві печери

Спасо-Преображенський собор XI ст., вважається найстаровиннішим кам'яним храмом на території колишньої Київської Русі, та був усипальницею чернігівських князів, Борисоглібський собор XII ст., де поховані видатні православні ієрархи: Лазар Баранович, св. Феодосій Углицький, Амвросій Дубневич та Феофіл (Ігнатович). Також в Чернігові знаходяться унікальні Антонієві печери, що були започатковані преподобним Антонієм, який започаткував Києво-Печерську Лавру. Не менш унікальним є Успенський собор Єлецького монастиря (XII ст), Іллінська (XII ст.) і П'ятницька (XII ст. — XIII ст.) церкви.
Також місто багате на пам'ятки козацької доби українського бароко, коли храмове будівництво в Чернігові набуло нового дихання. Звичайно це красуня Катерининська церква, також Воскресенська церква і церква усипальниця козацьких полковників Лизогубів, які наряду з гетьманом Іваном Мазепою були головними православними будівничими храмів на Чернігівщині.
В період комуністичного режиму Чернігову небачено пощастило — один з небагатьох міст, якому вдалося не попасти в зуби антирелігійного терору. Жоден з старовинних храмів, які дійшли до комуністів не був ними знищений.
У нинішніх умовах духовного відродження повсюдно в Україні в небачених масштабах ведеться спорудження нових храмів, відбудовуються зруйновані святині.
За останні 18 років (станом на 1 січня 2010 року) в Чернігівській області збудовано 128 храмів, з них 103 — православних. У самому місті Чернігові збудовано 6 православних храмів: церква на честь 2000 ліття Різдва Христового в житловому районі Масани, церква Св. Феодосія Углицького на Яцівському цвинтарі, церква Архістратига Михаїла на проспекті Миру, церква Св. Миколая біля обласної лікарні, церква Всіх Святих Чернігівських і один храм — церква Анастасії Узорешительниці на території жіночої колонії № 44.
Найновішим храмом Чернігова є монастирський Храм Різдва Пресвятої Богородиці Української Греко-Католицької Церкви освячений 24 квітня 2014 року.
| Назва                              | Рік будівництва          | Розташування                       | Фото | Громада       |
| Катерининський собор               | 1715                     | Алея Героїв, 6-а                   |      | ПЦУ           |
| П'ятницька церква                  | кін. XII — поч. XIII ст. | вул. Гетьмана Полуботка, 3         |      | ПЦУ           |
| Борисоглібський собор              | ? — 1123                 | Дитинець                           |      | Музей         |
| Спасо-Преображенський собор        | 1036                     | Дитинець                           |      | УПЦ МП /Музей |
| Успенський собор                   |                          | Свято Успенський Єлецький монастир |      | УПЦ МП /Музей |
| Казанська церква                   | 1827                     | вул. Коцюбинського, 5              |      | УПЦ МП        |
| Церква Лизогуба                    | 1701                     | Свято Успенський Єлецький монастир |      | УПЦ МП        |
| Петропавлівська церква             | XVII                     | Свято Успенський Єлецький монастир |      | УПЦ МП        |
| Троїцький собор                    | 1695                     | Троїцько-Іллінський монастир       |      | УПЦ МП /Музей |
| Введенська церква                  | 1679                     | Троїцько-Іллінський монастир       |      | УПЦ МП        |
| Іллінська церква                   |                          | Троїцько-Іллінський монастир       |      | УПЦ МП        |
| Церква Михаїла і Федора            | 1806                     | вул. Гетьмана Полуботка, 40        |      | ПЦУ           |
| Храм усіх святих Чернігівських     | 2011                     | вул. Всіхсвятська, 1               |      | УПЦ МП        |
| Храм Архістратига Михайла          | 2011                     | район вул. Бойової                 |      | УПЦ МП        |
| Церква святого Миколи Чудотворця   | 2010                     | вул. Кошового Івана                |      | УПЦ МП        |
| Храм Зішестя Святого Духа          |                          | вул. Київська, 20                  |      | РКЦ-У         |
| Храм 2000-річчя Різдва Христового  | 2001                     | Масани                             |      | УПЦ МП        |
| Церква адвентистів сьомого дня     |                          | вул. 1-го Травня, 166А             |      | Адвентисти    |
| Воскресенська церква               | 1772                     | вул. Реміснича, 36                 |      | УПЦ МП        |
| Церква Анастасії Узорешительниці   |                          | 44а жіноча колонія                 |      | УПЦ МП        |
| Церква Святого Феодосія Углицького |                          | Яцівський цвинтар                  |      | УПЦ МП        |
| Храм Різдва Пресвятої Богородиці   | 2014                     | вул. В'ячеслава Чорновола 45       |      | УГКЦ          |

## Виноски
1. ↑  Чернігів. Пам'ятки
2. ↑  «ЦЕРКОВНА СТАРОВИНА» Алла Доценко.
3. ↑  ЧЕРНІГІВ -Відбулося освячення жіночого монастиря Української греко-католицької церкви - 23 Квітня 2014 - .: Департамент культури і туризму :.  Чернігівщина - Екскурсія в Чернігів - Екскурсійні тури до Чернігівщини. www.cult.gov.ua. Процитовано 25 лютого 2016.